# 張𩓣
張𩓣（?—?），字达善，元朝儒学家。
張𩓣祖先是蜀中导江人，后蜀灭亡，寓居江左。金华王柏是朱熹三传弟子，曾经在台州上蔡书院讲道，張𩓣跟随他受业。从《六经》、《论语》、《孟子》的传注，以及周敦颐、二程、张载的微言，朱熹曾经论定的，无不潜心体味思索，追根溯源。用功既专，久而不懈，所学越来越弘深微密，南北之士，没有能赶得上他的。
至元年间，行台中丞吴曼庆听闻其名，请到江宁学官，使子弟前来受业，中州士大夫想要让子弟学习朱子《四书》的人，都送来跟他学习，有的开设私塾迎请他执教。他在扬州，来学之人尤其多，远近趋附，尊他为大师，不敢称字，称他为导江先生。大臣荐于朝中，特命他为孔、颜、孟三氏教授，邹、鲁之人，服诵圣人遗训，久而不忘。他气宇端重，声音洪亮，讲解非常精详，跟随他的弟子，非常融洽。他的知名弟子很多，特别是夹谷之奇、杨刚中。他没有儿子。有《经说》及文集行世。吴澄为他的书作序，认为他的学术议论淳正，援据广博，贯穿纵横，俨然新安朱熹的嫡传弟子。至正年间，真州守臣以他及郝经、吴澄都曾经留居仪真，于是兴建祠宇祭祀，号称三贤祠。